# ホシダ
ホシダは、ごく身近に生えるシダ植物の一つ。

## 特徴
ホシダ(Thelypteris acuminata (Houtt.) Morton)は、シダ植物門ヒメシダ科ヒメシダ属のシダで、山林から人家周辺にまで出現するごく普通のシダである。林道周辺や畑の回りなど、人為的な撹乱の多いところによく生える、雑草的な性格をもつ。
根茎は長く横に這い、鱗片がある。葉は根茎にまばらについて、立ち上がり、高さ80cmに達する。下の半分程度までは葉柄で、基部に近いところは褐色をしている。始めは毛があるが、脱落する。基部には鱗片がある。
葉身は全体としては広披針形で、一回羽状複葉だがそれぞれの裂片が深く羽状に裂けているので、見かけは二回羽状複葉に近い。裂片は葉身の中程より基部寄りで最大、底から先に向かって短くなるが、先端近くで急に羽状に裂けて長い頂羽片に移行する。葉は薄いが硬く、無毛で表面は滑らかだが、なんとなくザラザラした印象がある。
胞子嚢群は葉裏全体に列をなしてつく。小葉の裂片の縁にあわせ、その縁と主脈とのほぼ間に一列に並ぶ。個々の胞子のう群はほぼ円形、包膜は円に近い腎臓型。

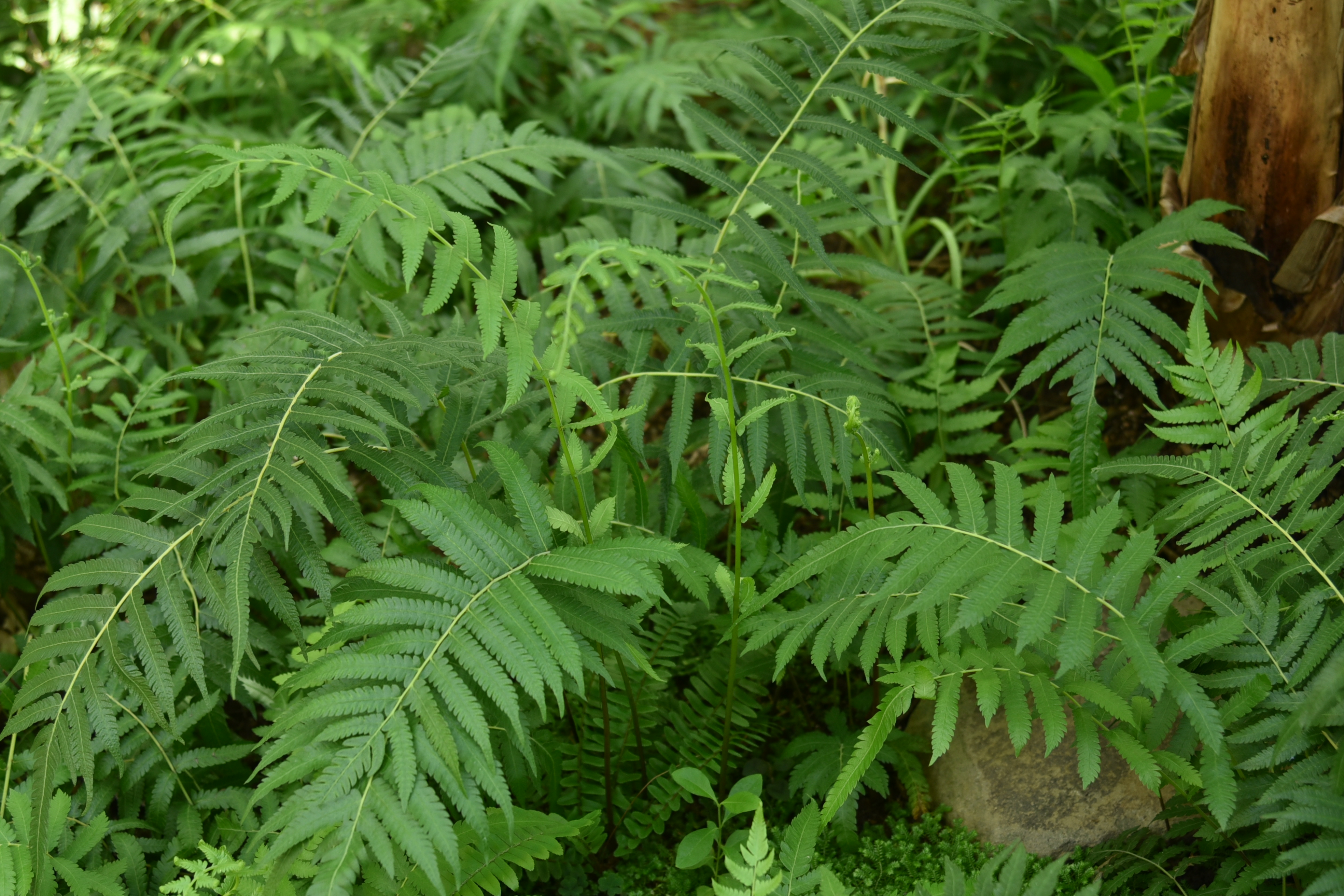
群生している様子
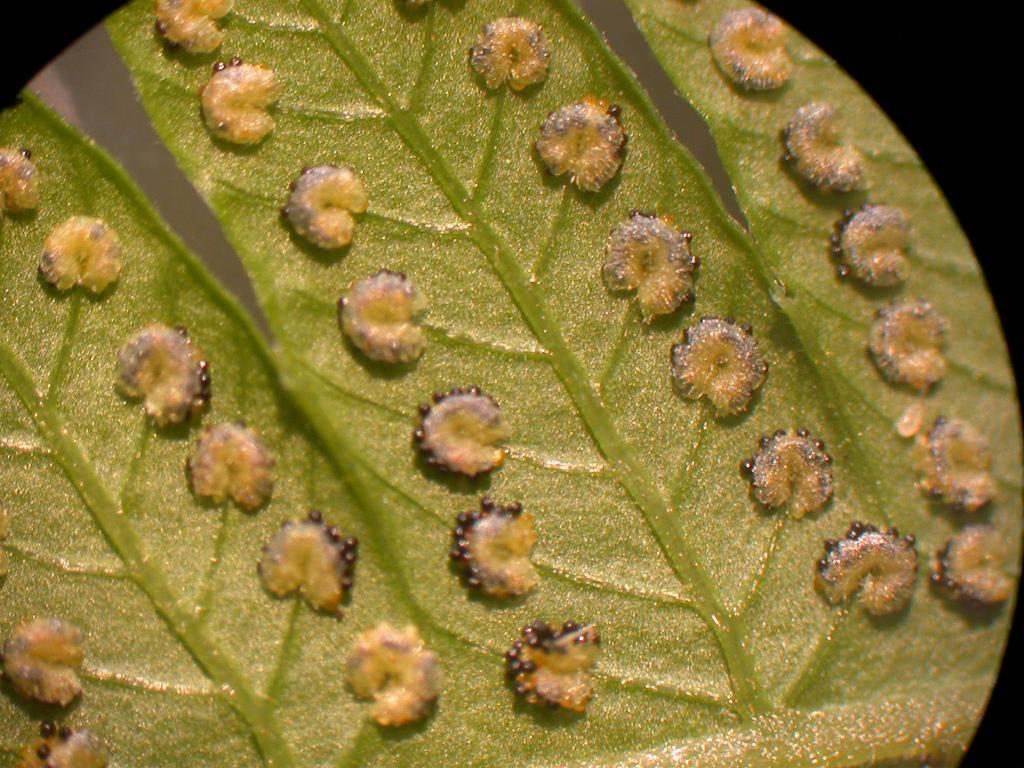
胞子嚢群の列
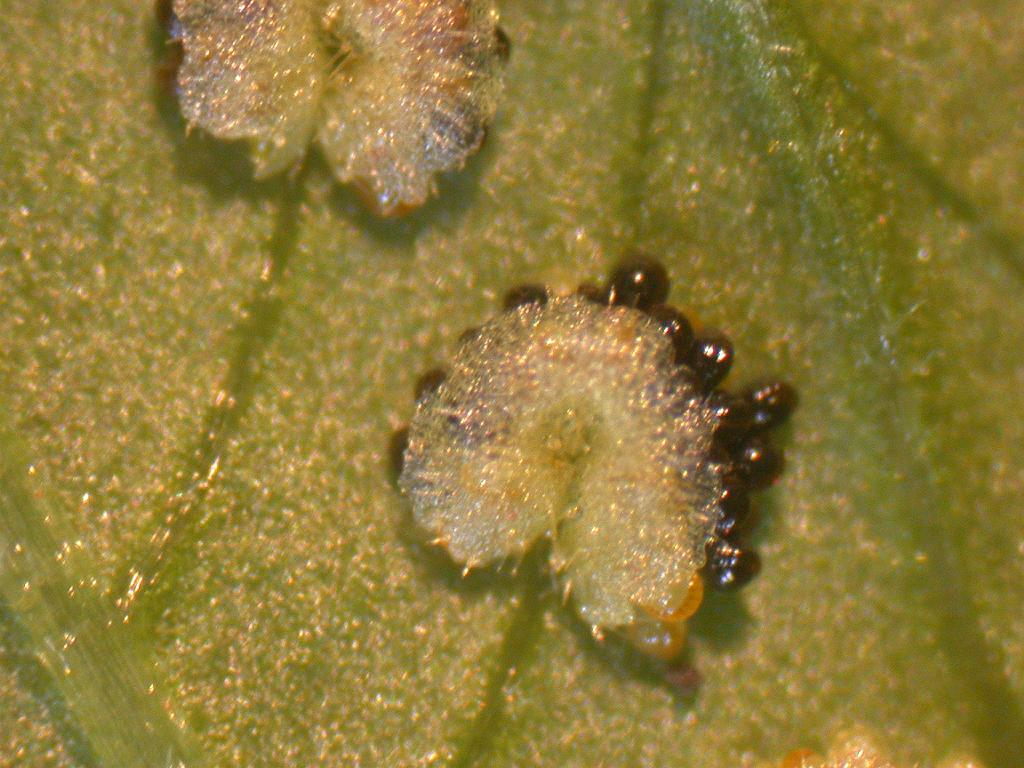
単一の胞子嚢群・腎臓型の包膜
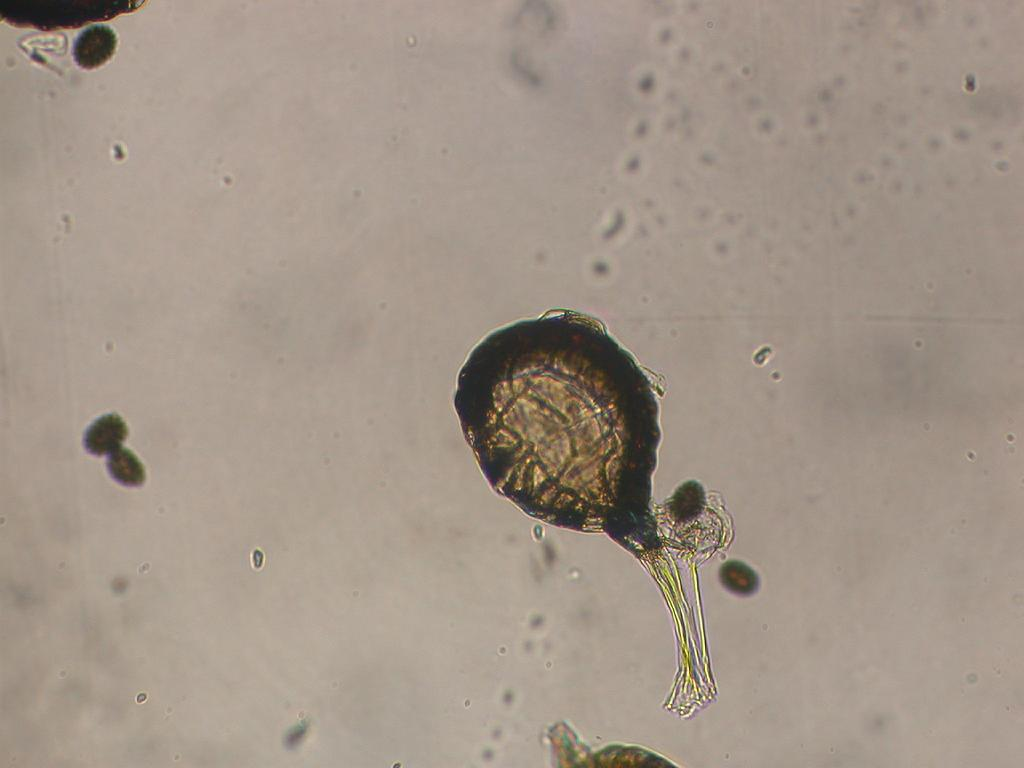
胞子嚢

## 分布と生育環境
山林の道沿い、人家周辺、田舎の道路わきから水路の石垣までさまざまなところに育ち、よく群生を作る。畑地にも出現する雑草でもある。人家や畑地周辺のシダ類には木や石垣に着生するものが多い中で、地表にでるシダはこれの他にはワラビがあるくらい。
本州では北陸以南、琉球列島にまで広く生育し、朝鮮、中国南部からインドシナまで分布する。
名前の由来は、頂羽片がはっきりと長いのを槍の穂のように見立てたものと思われる。

## 変異
いくつかの変種などが知られている。
イヌホシダ var. kuliangensis (Ching) K.Iwats.
全体に小型で、根茎も短く葉が密生する。各地に点々と出現。
イヨホシダ var. ogatana (Koidz.) K. Iwats.
最下の羽片が一番長く、時に二回羽状になる。静岡と愛媛から知られる。
他に羽片の先端が細かく裂けるものをシシホシダ、羽片の裂片がさらに裂けるものをチリメンホシダというが、変種というよりは奇形的な個体と見られる。

## 近似種
ヒメシダ属は世界に800種、日本だけでも40近い種を含む大きな群であり、かなり性格の違う種も含まれるので、ここではホシダに比較的似たもののうち代表的なものだけをとりあげる。ただし、分類にはさまざまな問題があるようである。
ケホシダ T. parasitica (L.) Fosberg
ホシダに似ているが、葉がやや柔らかく、葉柄から葉の裏に一面に細かい毛が生えている。また、頂羽片はホシダほどはっきりしていない。九州南部から琉球列島、小笠原諸島では道端に普通なものである。アジアの熱帯域に広く分布するとされる。
イヌケホシダ T. dentata (Forsk.) St.John
ホシダに似ているが、頂羽片ははっきり出ない。葉柄から葉の裏に毛がある。本州南部では数カ所に生育地が知られる。それ以南では次第に普通の雑草的に見られる。世界の熱帯域に広く分布。
テツホシダ T. interrupta (Willd.) K. Iwats.
ホシダにやや似た姿のシダ。根茎は長く地中を走り、まばらに葉を立てる。葉は質が硬く、つやが強く、ほとんど直立する。一回羽状複葉であるが、羽片に深く切れ込みが入るホシダとは異なり、浅く切れ込むだけ。胞子のう群は円形で、葉の縁に近く並ぶが、成熟すると互いにくっついて見える。湿地に生え、時には浅い水の中にも生育して一面に広がった群落を作る。本州南部、四国南部、九州から以南、世界の熱帯・亜熱帯に広く分布する。琉球では普通種であるが、本州の産地では亜熱帯系植物群落の代表種として貴重視されている。